# Raw Nerve (film, 1999)
Pour les articles homonymes, voir Raw Nerve.
Pour plus de détails, voir Fiche technique et Distribution.
Raw Nerve est un film américain réalisé par Avi Nesher, sorti en 1999.

## Synopsis
Déçu de l'ordinaire de ses activités, un policier décide de croquer dans le magot, et implique son amie et son ancien partenaire dans les dangers du vol, de l'extorsion et du meurtre…

## Fiche technique
- Genre : Thriller
- Scénario : Roger H. Berger
- Durée : 105 min
- Pays :  États-Unis
- Langue : anglais
- Format : couleur
- Classification : USA : R (sexe, violence et langage).

## Distribution
- Mario Van Peebles : Detective Blair Valdez
- Nicollette Sheridan : Izabel Sauvestre
- Zach Galligan : Ethan Lang
- Monica Trombetta : Maria Bauer
- Cheryl Salt James : Detective Valerie Sanchez (comme Cheryl James)
- Scott Getlin : Detective Richie Zola
- John Griesemer : H. Mackey
- Cari Stahler : Officier Agnes Copland
- Benard Cummings : Capitaine Phil Moore
- Steven Randazzo : Captain Starr